# Torre de Cristal

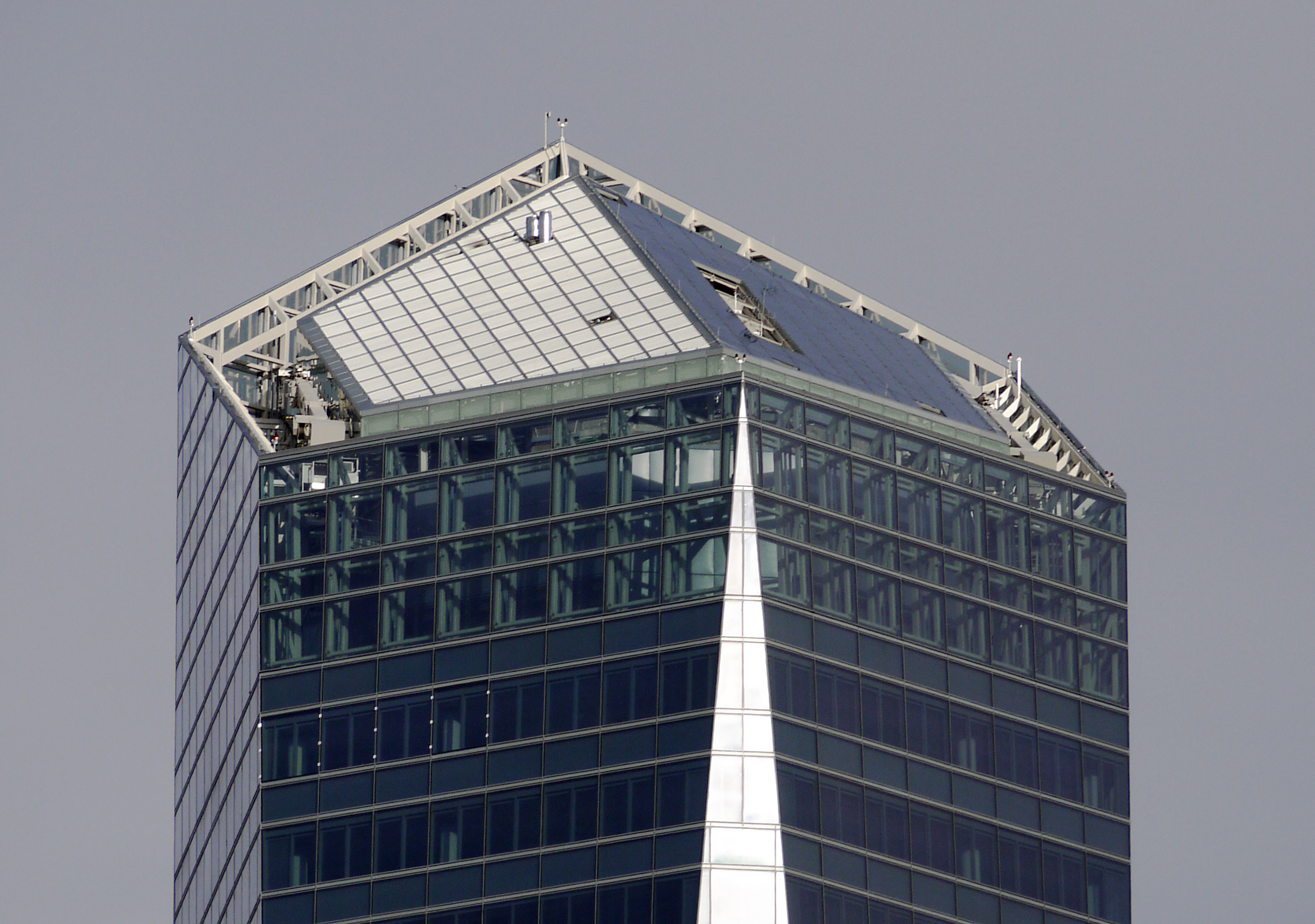
Bild av byggnadens översta del

Torre de Cristal är en skyskrapa i Cuatro Torres Business Area i Madrid, Spanien. Med sina 249,5 meter och 52 våningar är den Spaniens näst högsta byggnad, endast 89 cm lägre än Torre Caja Madrid i samma område.